# Nó de anzol

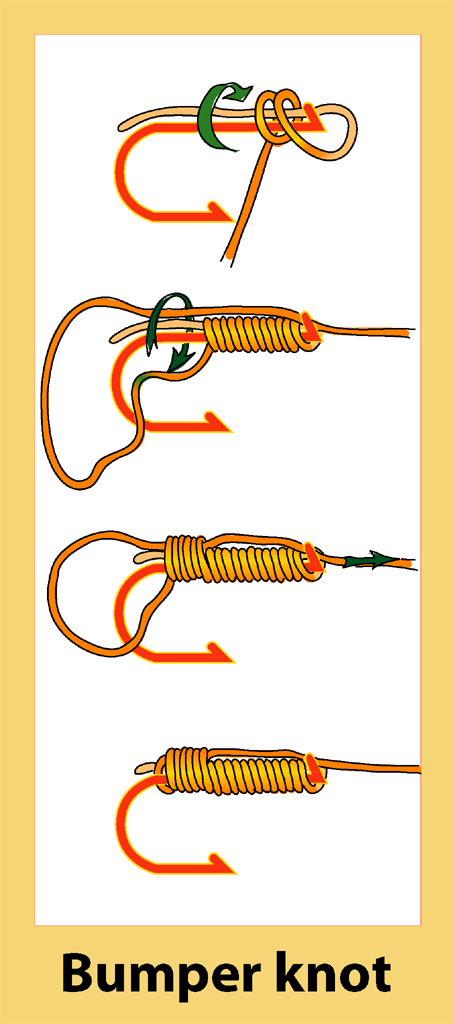
Nó de anzol

Nó de anzol é o nó utilizado principalmente para unir extremidades, atar a linha a anzóis e emendar linhas.